# Лодзинский университет
Лодзинский университет (пол. Uniwersytet Łódzki) — высшее учебное заведение в Лодзи (Польша).

## История

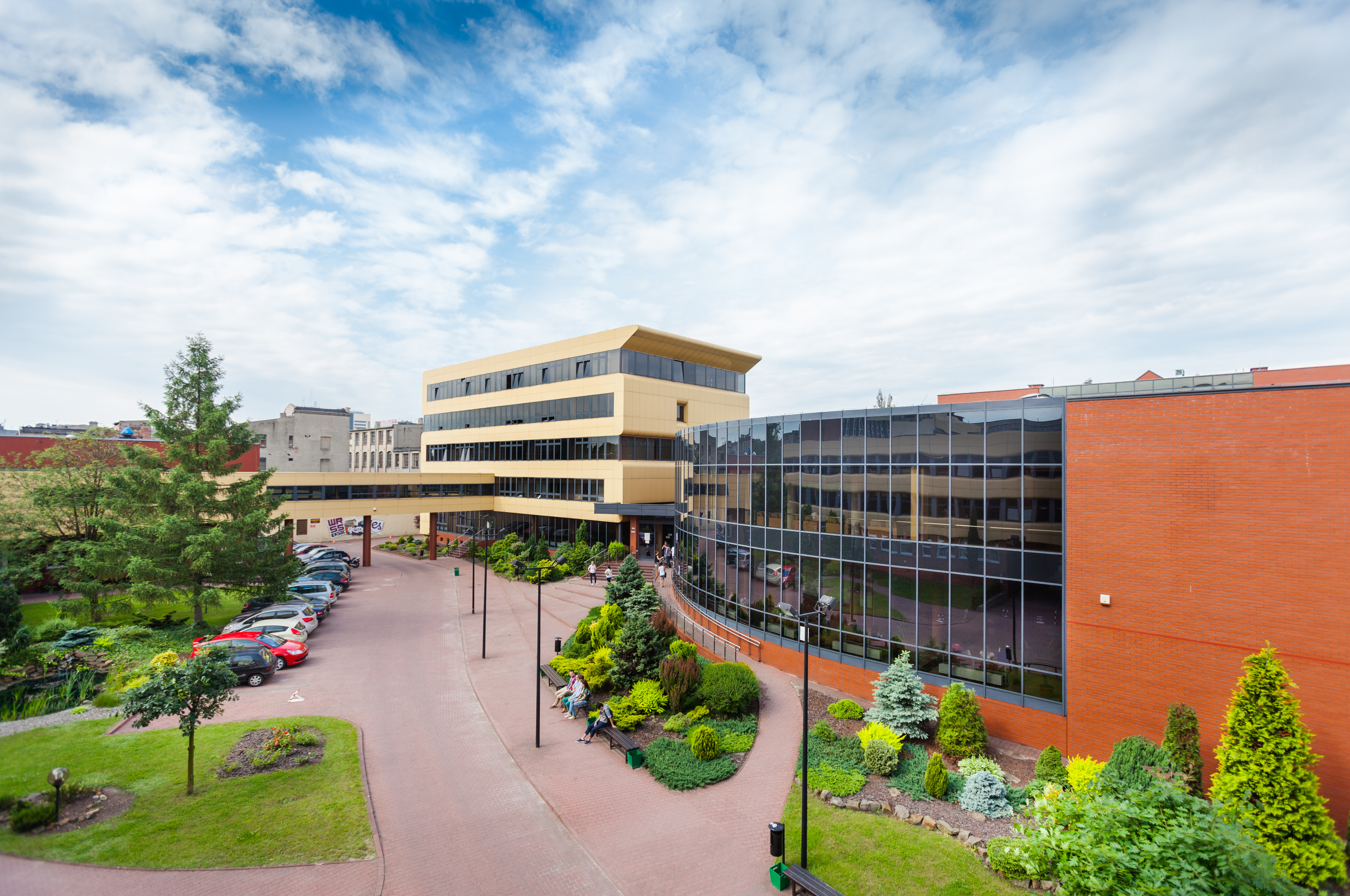
Факультет экономики и социологии

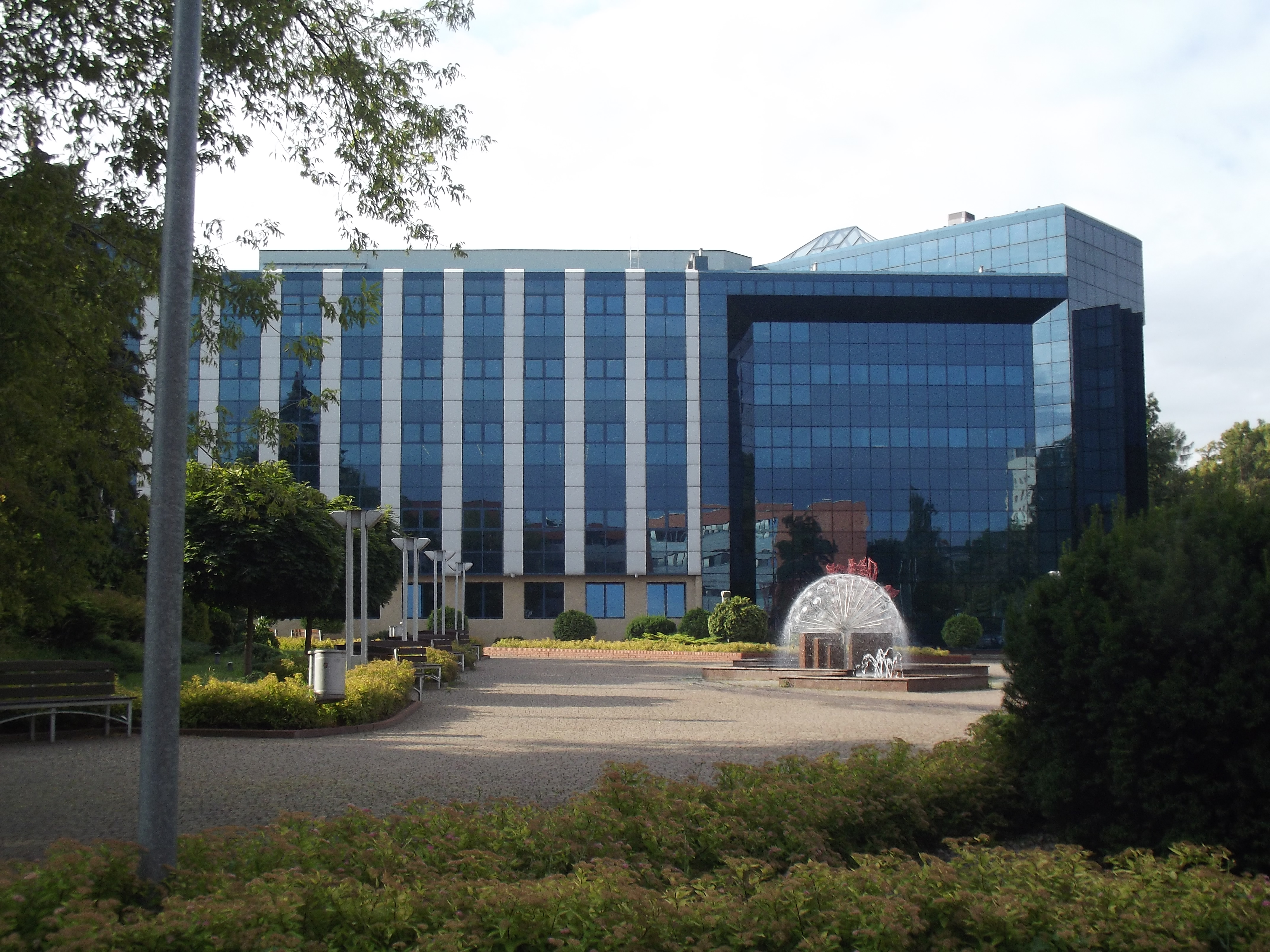
Университетская библиотека

Инициатором открытия университета в Лодзи был Теодор Вивегер — ректор Свободного польского университета. Среди первых ректоров ЛУ были такие представители польской науки, как Тадеуш Котарбинский, Юзеф Халасинский и Ян Щепанский.
Открытие университета был провозглашено декретом от 24 мая 1945 года. На момент открытия в состав университета входило 3 факультета: гуманитарный, математико-естественный и экономико-правовой. Вместе с тем, была открыта также и университетская библиотека. В 1945—1946 учебном году было уже 6 факультетов: фармацевтический, гуманитарный, лечебный, математико-естественный, экономико-правовой и стоматологический. Тогда же насчитывалось 530 работников и 7174 студента, что составляло 12,7 % общего числа учащихся в польских ВУЗах.
Вместе с университетом была создана так называемая «Братская помощь студентов Лодзинского университета» (Bratnia Pomoc Studentów Uniw. Łódzkiego) — организация взаимопомощи, куратором которой был российско-польский учёный-правовед Борис Лапицкий.
1 января 1950 году на базе лечебного, фармацевтического и стоматологического факультетов Лодзинского университета была открыта Медицинская Академия в Лодзи (на данный момент известна как Медицинский университет в Лодзи).
В 1961 году в состав университета была включена Высшая Экономическая Школа, что привело к открытию экономического факультета. В 1964 году был создан факультет экономики и социологии.
В 1981 году здесь прошла студенческая забастовка, благодаря которой были проведены реформы в функционировании высших учебных заведений, а также был зарегистрирован Независимый союз студентов
В 1991 году был открыт факультет педагогических наук, в 1994 году — факультет менеджмента, а в 1996 году — факультет математики и факультет физики и химии. В 2000 году институт международных исследований был превращён в факультет международных и политологических исследований.

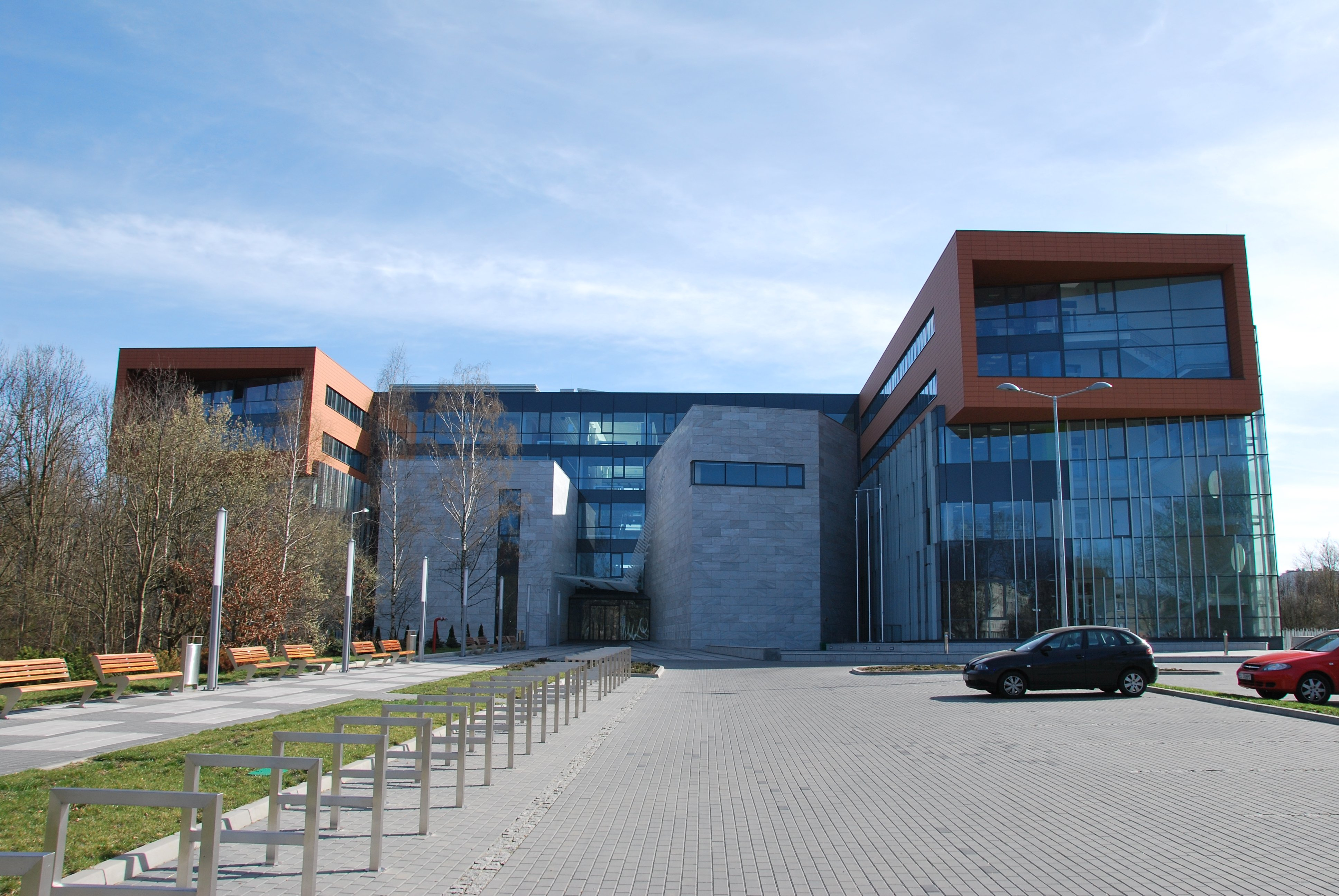
Филологический факультет

В 2001 году факультет биологии и наук о земле был разделён на географический факультет и факультет биологии и охраны окружающей среды.
Учебные центры ЛУ действуют в Кутно, Остроленке, Пётркуве-Трыбунальским, Серадзе и Скерневицах. Помимо этого, в Томашуве-Мазовецким открыт Филиал Лодзинского университета.

## Описание

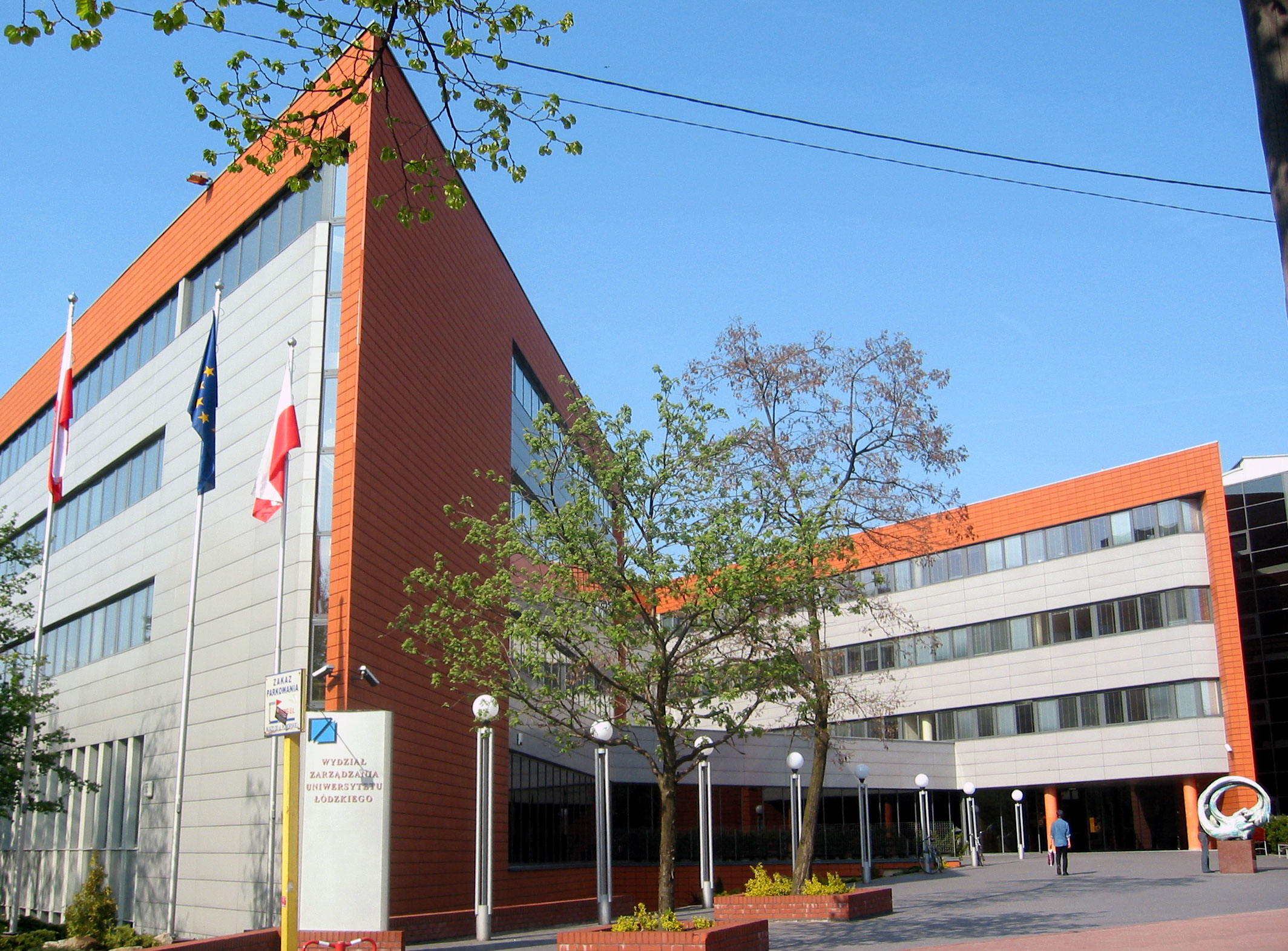
Факультет менеджмента

Современный университет состоит из 12 факультетов, на которых происходит обучение по 160 специальностям. У Лодзинского университета более 160 000 выпускников.

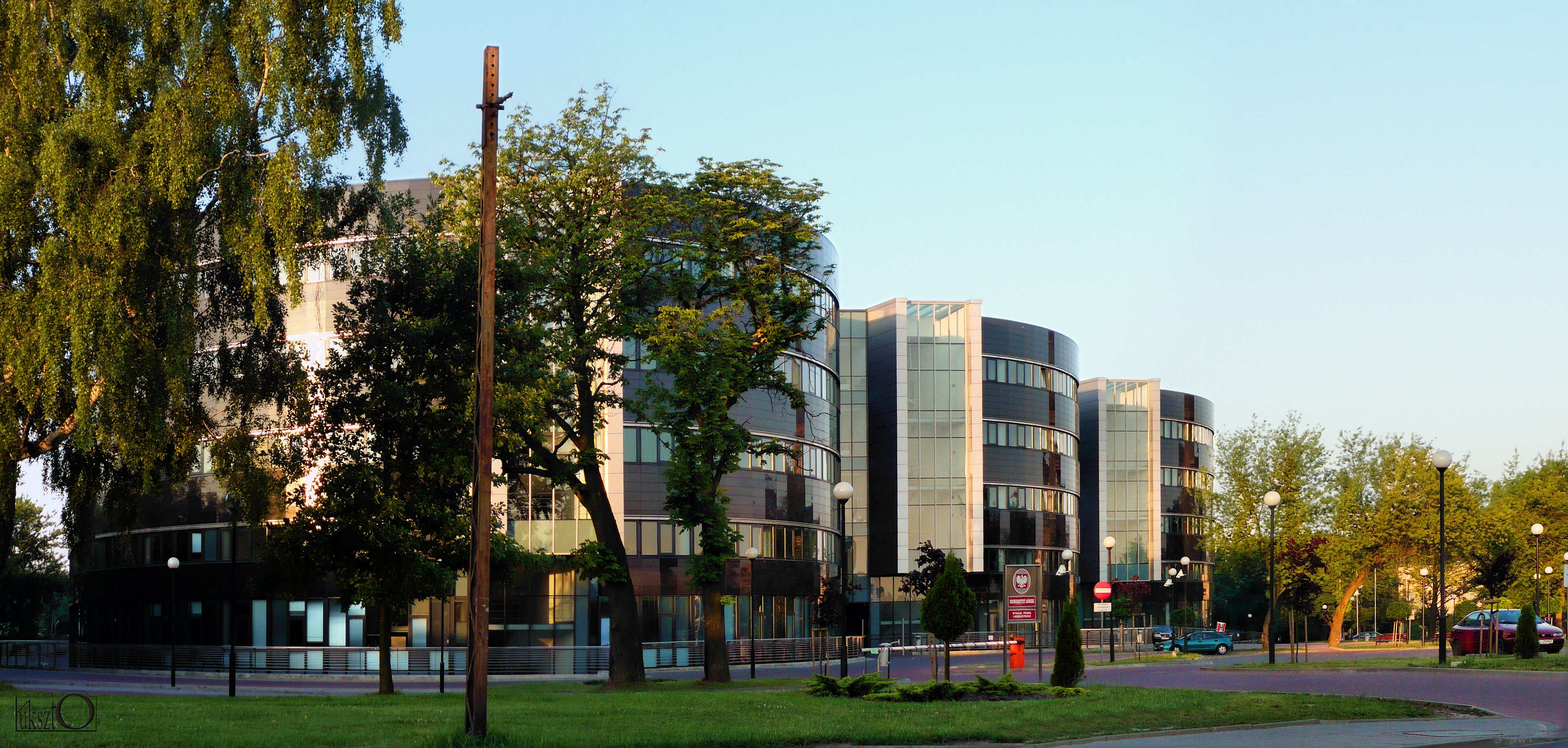
Факультет права и администрации

По состоянию на 2015 год в Лодзинском университете обучается 38 000 студентов. Численность профессорско-преподавательского состава ЛУ — 2 226 человек (в этом числе 586 профессоров).
Благодаря договорённостям с заграничными университетами, в число которых входят, например, Страсбургский и Ланкастерский университеты, а также Университет Лион-3, в ЛУ можно получить двойные дипломы по ряду специальностей.
В Лодзинском университете находится старейшая в стране Школа польского языка для иностранцев.
Университетская библиотека является одной из крупнейших библиотек в Польше, а также крупнейшей в Лодзи: в её коллекции (по состоянию на 2021 год) находится более 3 миллионов томов.
С 2012 года при Лодзинском университете действует собственный детский сад для детей работников и студентов.
Под патронатом ректора Лодзинского университета функционирует Государственная средняя школа им. Праведников народов мира.
В целом в состав университета входят 82 здания общей площадью около 174 тысячи м2, в том числе 6 научно-исследовательских станций, находящихся за границами города, а также 11 общежитий, вмещающих более 4 тысяч человек.
Лодзинский университет является членом программ Эразмус, TEMPUS, CEEPUS, Ассоциации университетов Европы и других организаций.

## Факультеты
- Биологии и охраны окружающей среды[пол.]
- Географических наук[пол.]
- Математики и информатики[пол.]
- Менеджмента[пол.]
- Международных и политологических исследований[пол.]
- Педагогических наук[пол.]
- Права и администрации[пол.]
- Физики и прикладной информатики[пол.]
- Филологический[пол.]
- Философско-исторический[пол.]
- Химический[пол.]
- Экономико-социологический[пол.]
- Филиал в Томашове-Мазовецком

## Репутация
- 100-е место в рейтинге лучших исследовательских центров двадцати развивающихся рынков по версии британского журнала Times Higher Education[11] в 2013 году.
- В 2011 году занял 90-е место в рейтинге GreenMetric[англ.] среди самых экологичных ВУЗов планеты[12].

## Известные выпускники
- Ежи Косинский — писатель, автор произведений «Раскрашенная птица» и «Будучи там».
- Ярослав Марек Рымкевич — поэт, писатель, драматург и литературный критик.
- Анджей Сапковский — писатель-фантаст, автор саги «Ведьмак».
- Павел Эдельман — кинооператор, известный своей работой в фильме Романа Полански «Пианист».
- Марек Белька — экономист и государственный деятель.
- Яцек Эмиль Сариуш-Вольский — дипломат, член Европарламента.
- Антонина Клосковска — социолог, член Польской академии наук.
- Владислав Пасиковский — режиссёр, автор фильмов «Псы» и «Колоски».
- Марчин Тыбура — боец смешанного стиля.
- Винценты Оконь – учёный, педагог и психолог.